# UFC Fight Night: Burns vs. Morales
UFC Fight Night: Burns vs. Morales (também conhecido como UFC Fight Night 256, UFC Vegas 106 e UFC on ESPN+ 114) foi um evento de artes marciais mistas produzido pelo Ultimate Fighting Championship que aconteceu em 17 de maio de 2025, no UFC Apex em Enterprise, Nevada, parte da região de Las Vegas Valley, Estados Unidos.

## Contexto
Inicialmente, houve relatos de que o evento ocorreria na Lusail Sports Arena em Lusail, Catar. No entanto, o local do evento foi alterado para o UFC Apex por razões desconhecidas.
Uma luta no peso meio-médio entre o ex-desafiante ao cinturão peso meio-médio do UFC Gilbert Burns e o prospecto invicto Michael Morales foi a luta principal do evento. O confronto estava originalmente agendado para fazer parte do UFC 314 e, posteriormente, do UFC 315, antes de ser movido para este evento.
Uma luta no peso-pesado entre o ex-desafiante ao cinturão peso-pesado do UFC Curtis Blaydes e o estreante na organização Rizvan Kuniev estava agendada para este evento. No entanto, a luta foi movida para o UFC on ABC: Hill vs. Rountree Jr. em 21 de junho por motivos desconhecidos. O confronto estava originalmente agendado para o UFC Fight Night: Cejudo vs. Song, depois foi transferido para o UFC 313 e acabou sendo cancelado poucas horas antes do evento, após Blaydes ter que se retirar devido a uma doença não revelada.
Uma luta no peso-médio entre Park Jun-yong e Ismail Naurdiev estava agendada para este evento. No entanto, por razões desconhecidas, a luta foi remarcada para o UFC on ABC: Hill vs. Rountree Jr. em 21 de junho.
Uma luta no peso-meio-pesado entre Johnny Walker e Azamat Murzakanov estava agendada para este evento. Contudo, a luta foi movida para o UFC 316 por razões não divulgadas.
Serghei Spivac e Shamil Gaziev deveriam se enfrentar em uma luta no peso-pesado no evento. No entanto, a luta foi transferida para o UFC 316 por motivos não revelados.
Uma luta no peso-pesado entre Hamdy Abdelwahab e o vencedor do peso-pesado do The Ultimate Fighter: Team Peña vs. Team Nunes, Mohammed Usman, estava agendada para este evento. Contudo, a luta foi movida para o UFC on ABC: Hill vs. Rountree Jr. por razões desconhecidas.
O estreante na promoção Aaron Pico foi brevemente cotado para fazer sua estreia em uma luta no peso-pena contra Movsar Evloev neste evento. No entanto, em uma entrevista, Pico revelou que, embora o acordo estivesse perto de ser assinado, a luta não se concretizou.
Uma luta no peso-meio-pesado entre Paul Craig e o ex-campeão interino dos meio-pesados do LFA, Rodolfo Bellato, estava agendada para ocorrer como o co-evento principal. No entanto, durante a transmissão, foi anunciado que a luta foi cancelada devido a Bellato estar com uma infecção de herpes e, por fim, foi remarcada para o UFC on ESPN: Usman vs. Buckley um mês depois.

## Prêmios bônus
Os seguintes lutadores receberam bônus de US$ 50.000.
- Luta da Noite: Costa vs. Julian Erosa
- Desempenho da Noite: Michael Morales e Denise Gomes